# Lama alpaka
Alpaka či lama alpaka nebo lama pako (Vicugna vicigna f. pacos) je domestikovaná forma druhu vikuňa (Vicugna vicigna) z čeledi velbloudovitých (Camelidae). Chová se především kvůli produkci velmi kvalitní vlny (kvalitou se podobá prachovému peří). Tento druh nikdy nebyl používán k pracím.

## Popis
Alpaka dosahuje výšky v kohoutku 94–104 cm a hmotnosti 55–65 kg. Uši jsou krátké, obličej je porostlý srstí. Má zakulacenou záď a rovný ocas. Rozeznávají se dva chovné typy alpaky, lišící se charakterem srsti – Suri a Huacaya. Udává se, že již před objevením člověka v Jižní Americe existovala tato dvě odlišná plemena alpaky. Rozdíl mezi oběma fenotypy je v rozdílném uspořádání srsti.
Huacaya je robustnější a silnější. Srst je kompaktnější s kratšími vlákny a připomíná rouno ovcí plemene Corriedalle. Snadněji se barví a je více ceněno než vlákno plemene Suri.
Suri má vlákno až 15 cm dlouhé, tvoří prstence, které spadají podél těla a na hřbetě se vytváří dělicí brázda. Vlákno je lesklé a hladké a hůře se barví, proto při textilním zpracování se mísí s jinými vlákny. Rouno je podobno vláknu ovcí plemene Lincoln.
Při páření zvířat typu Huacaya se rodí 2 % zvířat typu Suri a při páření zvířat typu Suri 17 % zvířat typu Huacaya.

## Životní prostředí
Ve vysokých horách, v lesích a na pobřeží Peru, Bolívie, Argentiny a Chile je alpaka běžným zvířetem. Patří mezi dva zdomácnělé druhy lam. Žádné alpaky v této nehostinné krajině nežijí opravdu zcela divoce.
Největší chovná stáda alpak najdeme na Peruánské náhorní plošině a ve vyšších polohách v Andách, kde se pasou až na samé hranici rostlinného pokryvu. Peruánská náhorní plošina se nachází ve výšce 3 800 metrů nad hladinou moře. Z divokých rostlin zde rostou pouze traviny. Někteří chovatelé se pokoušejí obohatit místní louky i o další druhy rostlin, aby zvýšili jejich vydatnost pro stále rostoucí stáda alpak.
Alpaky jsou chovány i ve vysokých horách, kde představují jediné odvětví zemědělství, které se ve zdejších podmínkách vyplácí. Je tu totiž velmi chudá vegetace, drsné podnebí a poměrně řídký vzduch.

## Rozmnožování
Divocí předkové alpaky, vikuně, žijí v rodinných skupinách (harémech), které tvoří dospělý vedoucí samec, několik samic a jejich mláďata. Tyto harémy, žijící každý ve svém teritoriu, se příležitostně sdružují do větších stád.
Se samicemi v každém harému se páří pouze vedoucí samec. Souboje samců o vedoucí postavení ve skupině nebo o samici jsou na denním pořádku a mnohdy bývají velmi tvrdé.
V zajetí je situace jiná. Rozmnožování alpak řídí lidé. Zvířata obou pohlaví zpravidla drží odděleně a k páření pouští jen vybrané samce.
Období páření alpak připadá na srpen a září. Mláďata přicházejí na svět po jedenácti měsících. Při narození váží pouze jeden kilogram, avšak velice rychle rostou. Za devět měsíců, kdy jsou odstavena, dosahuje jejich hmotnost již třiceti kilogramů. Velmi rychle rostou až do třetího roku svého života. Samice se mohou opět pářit bezprostředně po porodu, ale většinou mívají jen jedno mládě za dva roky.
Plodnost alpak není vysoká. Velmi často totiž dochází k potratům a mnoho mláďat umírá bohužel záhy po narození. Hlavní příčinou je především chudá potravní nabídka.

## Potrava a způsob obživy
Jako všichni velbloudovití má i alpaka rozpůlený horní pysk. Díky němu a neustále dorůstajícím řezákům ve spodní čelisti se dokáže napást prakticky všude.
Alpaky se pasou pomalu. V malých popocházejí a vyhledávají ty nejjemnější rostliny. Jelikož jsou ve vysokých horách odkázány jen samy na sebe, musejí vzít za vděk tím, co najdou.
Protože toho často nebývá mnoho, musejí alpaky vyžít i z toho mála, co najdou ve svém okolí. Pouze někteří bohatší rolníci nechávají svá stáda alpak občas napást na travnatých, vojtěškových nebo jetelových loukách.
Alpaky se pasou na loukách přes den, v noci se ukládají ke spánku. Odpoledne a celé večery většinou proleží a přežvykují zpola natrávenou potravu, kterou ten den nashromáždily. Znovu polknutá potrava pak postupuje do další části složeného žaludku, kterými jsou čepec a kniha.
Proces přežvykování a postupného trávení umožňuje zvířatům využít maximálního množství živin z veškeré přijaté potravy.

## Využití
Alpaka se chová především pro produkci srsti, i když ani produkce masa není zanedbatelná. Jak již bylo zmíněno, typ Suri produkuje dlouhé vlákno bez tvorby obloučků, zatímco vlákno Huacaya je kratší, avšak více obloučkovité. Produkce srsti je do značné míry ovlivňována věkem matky. Hmotnost srsti potomstva stoupá až do stáří matky 7 roků, kdy začne klesat. Po této době klesá produkce srsti matky samotné a dále má negativní vliv na produkci srsti jejího potomstva. Roční produkce srsti je kolem 2 kg. Zvířata se selektivně šlechtí na jednotné zbarvení – bílé, černé, světle hnědé, hnědé, béžové nebo šedé. Výtěžnost masa je vysoká, dosahuje 55–59 %. Maso má mnohem nižší obsah tuku než maso jiných zvířat a pohybuje se kolem 1,33 % a obsah proteinu je kolem 20,3 %.
V posledních 50 letech se výzkum orientuje na zkvalitnění výživy, aby měly lepší vlnu. Krmí se vojtěškou, trávou a jetelovinami. Sama upřednostňuje byliny před travinami.

## Rozšíření
Nachází se od Ekvádoru (kam byla introdukována) až po jezero Poopo v Bolívii. V Peru žije kolem 86 % populace alpaky a v Bolívii přes 10 %. Několik málo kusů je i v Chile a Argentině. Chov je úspěšný i v jiných zemích: v USA, v Austrálii, v Evropě – dokonce i na polích v Británii. Alpaky jsou chovány i v Izraeli, v Negevu poblíže Mic Peramon.